# Sultanhanı, Bünyan
Sultanhanı là một xã thuộc huyện Bünyan, tỉnh Kayseri, Thổ Nhĩ Kỳ. Dân số thời điểm năm 2008 là 472 người.